# Dineutus spinosus
Dineutus spinosus là một loài bọ cánh cứng trong họ van Gyrinidae. Loài này được Fabricius miêu tả khoa học năm 1781.